# 뇌량

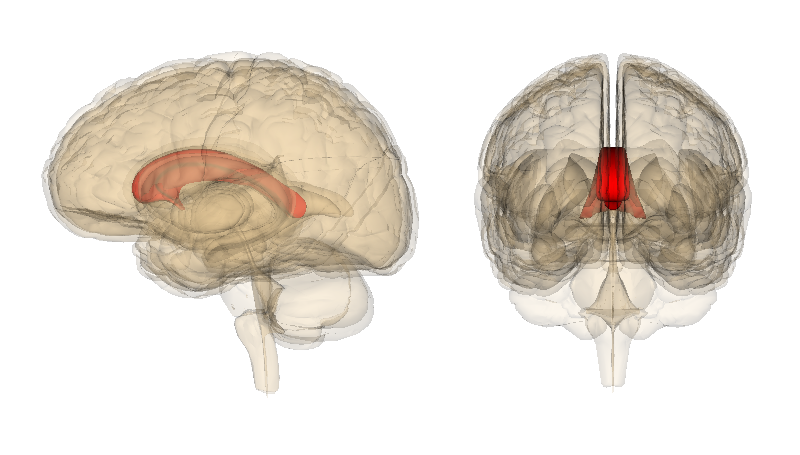
뇌 표면과 뇌량의 위치 관계를 나타낸 그림. 빨간색으로 표시된 영역이 뇌량.

뇌들보(corpus callosum) 또는 뇌량은 인간의 좌우 대뇌 사이에 위치해 이들을 연결하는 신경 세포 집합이다. 이 신경 섬유 다발은 반구 사이의 세로 틈새 깊은 곳에 활 모양으로 밀집되어 있다. 한편 뇌량은 이러한 위치에서 구조적인 해부학상뿐만아니라 신경과학적으로도 대뇌반구를 연결하는데 있어서 대상피질(띠이랑,cingulate gyrus)에 감싸여서 변연계를 안팎으로 감싸고 있으며 변연계의 역할과 매우 밀접한 연결 메커니즘을 보여준다.

## 변연계
변연계(The Limbic System)
| |
| (그래픽 예시) 뇌들보(Corpus callosum), 뇌활(fornix), 송과선(pineal gland), [ 대뇌에서의 구성들 COMPONENTS OF THE CEREBRUM ] - 띠이랑(cingulate gyrus), 해마곁이랑(Parahippocampal gyrus), 해마(hippocampus), [ 간뇌에서의 구성들 COMPONENTS OF THE DIENCEPHALON ] - 시상앞핵(anterior thalamic nuclei), 시상하부(hypothalamus), 유두체(mammillary body), 편도체(amygdaloid body) |

## 같이 보기
- 시상
- 아래마루소엽
- 대뇌궁상섬유
- 다리뇌